# Аякли
Ая́кли — река в России, протекает по северу Красноярского края. Сливаясь с Аяном, образует Хету. Длина — 166 километров. Площадь водосборного бассейна — 9520 км². Ширина реки достигает нескольких сотен метров, а скорость течения — 8 км/ч.
В 1990-х годах в проводились исследования палеозойских отложений северо-востока Тунгусской синеклизы в связи с нефтегазоносностью. В приустьевой части Аякли рифейные отложения были вскрыты Ледянской параметрической скважиной. На глубине 3996-3522 метра были обнаружены интенсивно перекристаллизованные сероцветные известняки.
Населённые пункты вдоль реки отсутствуют. В первой половине XX века вдоль берегов Аякли кочевали есейские якуты Катыгынского наслега.

## Основные притоки
Указаны поименованные притоки длиной 30 км и более.
| Название         | Расстояние от устья | Длина | Положение |
| ---------------- | ------------------- | ----- | --------- |
| Усун-Юрях        | 14                  | 34    | левый     |
| Хибарба          | 34                  | 135   | левый     |
| Большой Мокчакит | 42                  | 51    | левый     |
| Хугдякит         | 94                  | 98    | левый     |